# Do 23 (航空機)
ドルニエ Do 23
ドルニエ Do 23
- 用途：爆撃機
- 製造者：ドルニエ
- 運用者：ドイツ空軍
- 初飛行：1934年
- 生産数：282機

Do 23 は、ドイツのドルニエ社で製作され、第一次世界大戦と第二次世界大戦の間にドイツ空軍で使用された双発の爆撃機である。ドイツ空軍初の近代的な双発爆撃機だったDo 11の機体構造を強化し主翼の形状を改良した機体で、性能向上が認められた為1935年から量産が開始された。約200機生産されたが、当時の他国の爆撃機と比較すると全般的に凡庸な性能だったため、高性能なHe111等が就役すると爆撃任務からは外れ練習機として利用された。

## スペック
- 全長： 18.80 m
- 全幅： 25.50 m
- 全高： 5.40 m
- 全備重量： 9,200 kg
- エンジン： BMW Ⅳd 750 hp × 2
- 最大速度： 259 km/h
- 上限高度： 4,200 m
- 航続距離： 1,352 km
- 武装
  - 7.92mm機銃 × 3
  - 爆弾 1,000 kg
- 乗員： 4名